# Naturschutzgebiet Bremer Bachaue

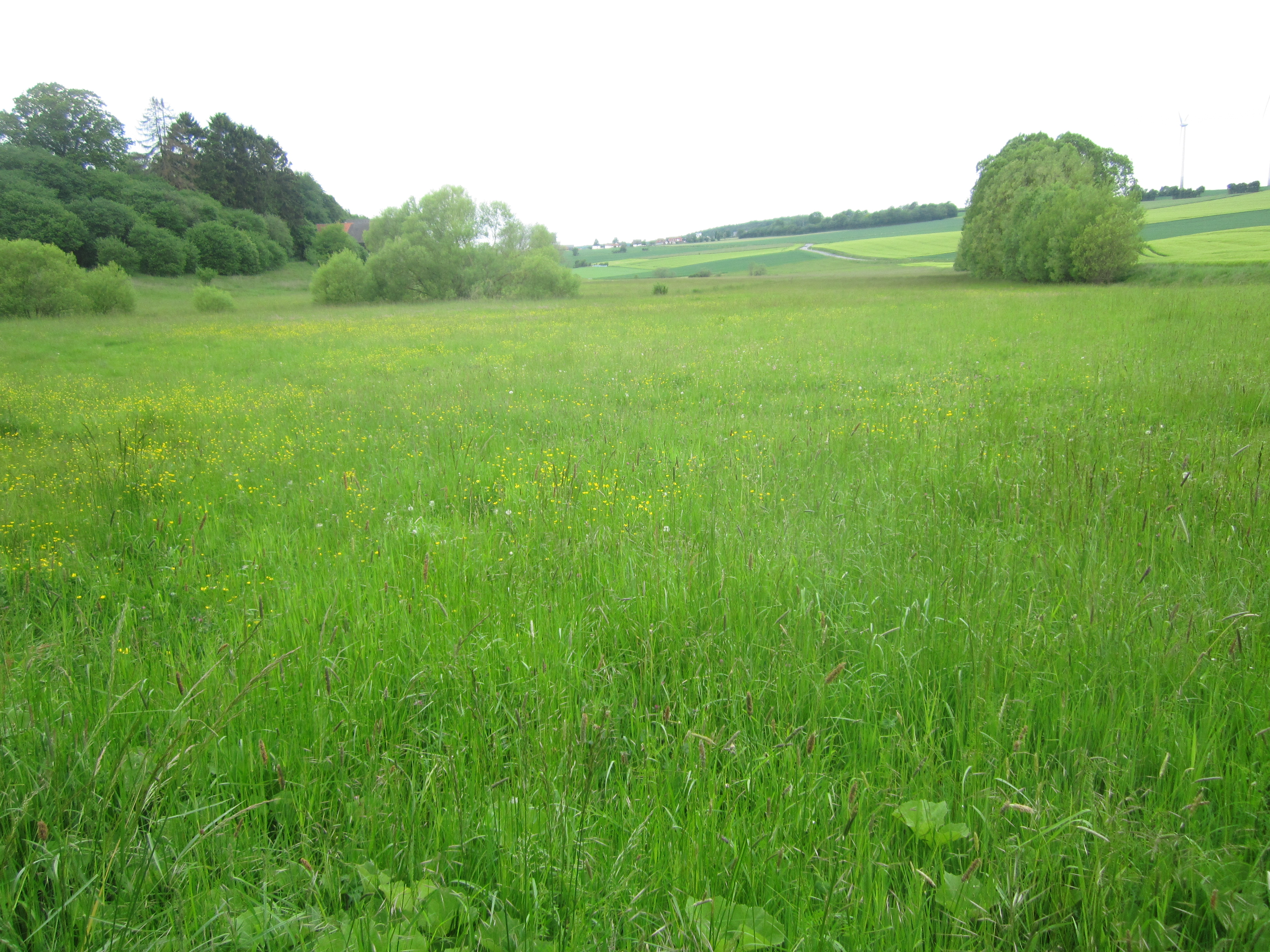
Naturschutzgebiet Bremer Bachaue westlich Kläranlage

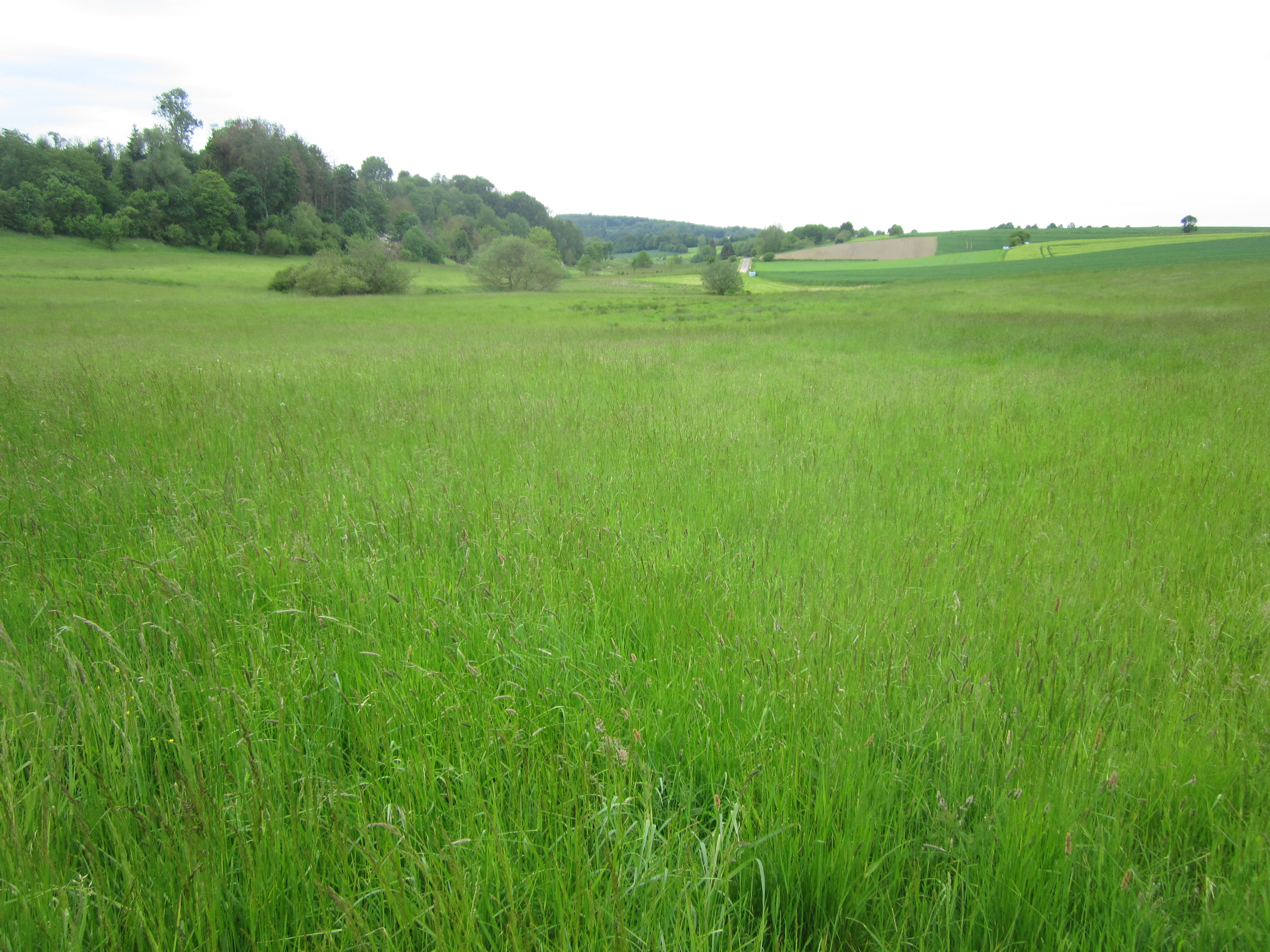
Bremer Bachaue von L 673 gesehen

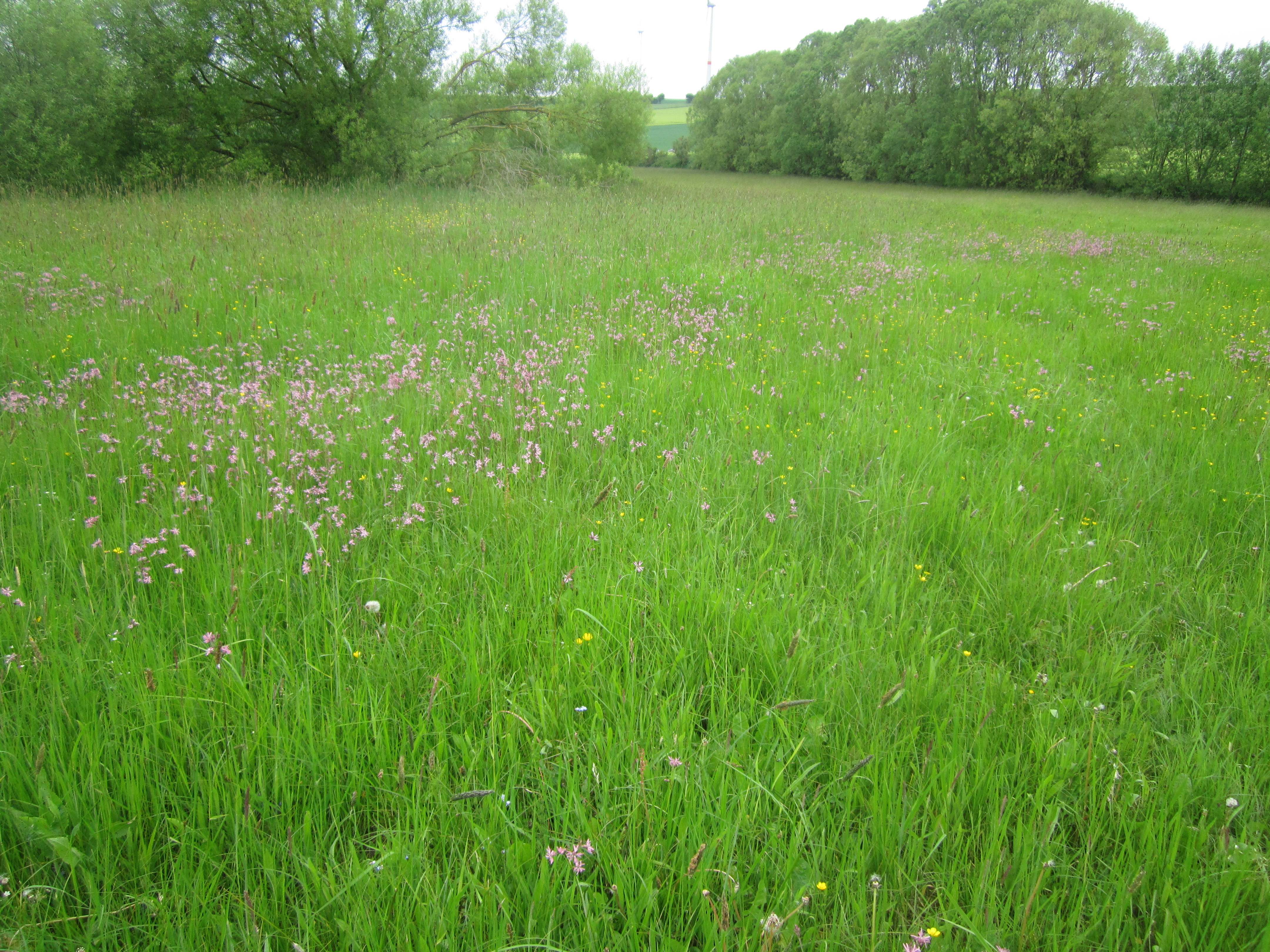
Wiese mit Kuckucks-Lichtnelke

Das Naturschutzgebiet Bremer Bachaue ist ein 42 ha großes Naturschutzgebiet (NSG) nordwestlich von Ense im Kreis Soest in Nordrhein-Westfalen. Das NSG wurde 2006 vom Kreistag des Kreises Soest mit dem Landschaftsplan Ense-Wickede ausgewiesen. Das NSG besteht aus drei Teilflächen. 

## Gebietsbeschreibung
Bei dem NSG handelt es sich um Teile des Fließgewässersystems aus Wamelbach, Bannerbach und Bremer Bach mit Flussauebereichen. Es befinden sich Feucht- und Nassgrünlandkomplexe, Magergrünland, Rieder und Röhrichte im NSG. Im Bereich der Waterlappe unterhalb von Bremen befinden sich Teiche, welche einen wertvollen Amphibienlebensraum darstellen.

## Schutzzweck
Das NSG soll Bach und die Aue mit ihrem Arteninventar schützen. Wie bei allen Naturschutzgebieten in Deutschland wurde in der Schutzausweisung darauf hingewiesen, dass das Gebiet „wegen der Seltenheit, besonderen Eigenart und Schönheit des Gebietes“ zum Naturschutzgebiet erklärt wurde. 